# حسین خسروی اسفراز
'حسین خسروی اسفزار سیاستمدار  ایرانی است. وی موفق شد در یازدهمین انتخابات مجلس شورای اسلامی که در تاریخ ۲ اسفند ۱۳۹۸ برگزار شد، با کسب ۷۲ هزار و ۸۷۲ رای، از حوزه انتخابیه بیرجند و درمیان از استان خراسان جنوبی انتخاب گردد و به مجلس راه یابد.